# Kaspar Wisotschnigg
Kaspar Wisotschnigg (auch Visotschnigg) war ein österreichischer, nationalsozialistischer Politiker, Kreisleiter und Techniker aus Eisenstadt. Zuvor illegaler Nationalsozialist wurde er am 15. März 1938 von Gauleiter Tobias Portschy zum Mitglied des Burgenländischen Landtags ernannt und als sieht er der Landtagsliste entsandt. Im August 1944 war er in Eisenstadt als Ortsgruppenleiter zusammen mit Bürgermeister Rudolf Brünner an Verhaftungen und Deportationen beteiligt.
Nach dem Anschluss wurden durch Wisotschnigg Beamte aus dem Ständestaat sowie "zahlreiche Angehörige der ungarischen Sprachgruppe", etwa der Vizebürgermeister von Eisenstadt, Franz Prónai, und der Bezirkshauptmann von Güssing, Dr. Emmerich Faludy, ins KZ Dachau deportiert. Der Fall des Ignaz Till, der kurz nach der Befreiung an im KZ erlittenen Verletzungen verstarb, wurde ebenfalls zur Anklage gebracht.
Am 10. Dezember 1946 wurde Wisotschnigg (dann in der Schreibung Visotschnigg) zu "16 vom Landesgericht Wien wegen dieser Vergehen Monaten schweren Kerkers und zum Verfall seines gesamten Vermögens" verurteilt.